# Araneus ursimorphus
Araneus ursimorphus är en spindelart som först beskrevs av Embrik Strand 1906.  Araneus ursimorphus ingår i släktet Araneus och familjen hjulspindlar. Inga underarter finns listade i Catalogue of Life.